# Ronde van Frankrijk 1925
| Route van de Ronde van Frankrijk 1925 met start en finish in Parijs. |                       |               |
| Eindklassement                                                       |                       |               |
| Algemeen klassement                                                  | Ottavio Bottecchia    | 219h 10' 18"  |
| Tweede                                                               | Lucien Buysse         | + 54' 20"     |
| Derde                                                                | Bartolomeo Aymo       | + 56' 17"     |
| Vierde                                                               | Nicolas Frantz        | + 1h 11' 24"  |
| Vijfde                                                               | Albert Dejonghe       | + 1h 27' 42"  |
| Zesde                                                                | Theophile Beeckman    | + 2h 24' 43"  |
| Zevende                                                              | Omer Huyse            | + 2h 33' 38"  |
| Achtste                                                              | Auguste Verdyck       | + 2h 44' 36"  |
| Negende                                                              | Félix Sellier         | + 2h 45' 59"  |
| Tiende                                                               | Federico Gay          | + 4h 06' 03"  |
| Rode Lantaarn                                                        | Fernand Besnier (49e) | + 36h 10' 50" |
| Ploegenklassement                                                    | Automoto              | -             |
| Tweede                                                               | ?                     | -             |
| Derde                                                                | ?                     | -             |

In 1925 ging de 19e Tour de France van start op 21 juni in Parijs. Hij eindigde op 19 juli in Parijs. Er stonden 41 renners verdeeld over 10 ploegen aan de start. Daarnaast stonden er nog 93 individuelen aan de start.
Aantal ritten: 18

Totale afstand: 5440 km

Gemiddelde snelheid: 24.820 km/h

Aantal deelnemers: 134

Aantal uitvallers: 85

## Wedstrijdverloop
Ottavio Bottecchia, ook het voorgaande jaar al winnaar, heerste over de Tour. Hij begon meteen met een overwinning in de eerste etappe, sloot af met een overwinning in de laatste etappe, en tussen die twee ritten in, stelde hij de overwinning veilig. Hij kreeg hierbij veel hulp van zijn ploeg, in het bijzonder van de sterke Belgische kampioen Lucien Buysse, die zelf uiteindelijk tweede in de eindrangschikking werd.

## Belgische en Nederlandse prestaties
In totaal namen er 34 Belgen en 0 Nederlanders deel aan de Tour van 1925.

### Belgische etappezeges
- Louis Mottiat won de 3e etappe van Cherbourg naar Brest.
- Adelin Benoît won de 8e etappe van Bayonne naar Luchon.
- Theophile Beeckman won de 10e etappe van Perpignan naar Nîmes.
- Lucien Buysse won de 11e etappe van Nîmes naar Toulon en de 12e etappe van Toulon naar Nice.
- Hector Martin won de 14e etappe van Briançon naar Évian, de 16e etappe van Mulhouse naar Metz en de 17e etappe van Metz naar Duinkerken.

### Nederlandse etappezeges
- In 1925 was er geen Nederlandse etappezege.

## Etappeoverzicht
| Etappe | Start - Finish                 | km     | Etappewinnaar      | Leider klassement  |
| ------ | ------------------------------ | ------ | ------------------ | ------------------ |
| 1e     | Parijs - Le Havre              | 340 km | Ottavio Bottecchia | Ottavio Bottecchia |
| 2e     | Le Havre - Cherbourg           | 371 km | Romain Bellenger   | Ottavio Bottecchia |
| 3e     | Cherbourg - Brest              | 405 km | Louis Mottiat      | Adelin Benoît      |
| 4e     | Brest - Vannes                 | 208 km | Nicolas Frantz     | Adelin Benoît      |
| 5e     | Vannes - Les Sables-d'Olonne   | 204 km | Nicolas Frantz     | Adelin Benoît      |
| 6e     | Les Sables-d'Olonne - Bordeaux | 293 km | Ottavio Bottecchia | Adelin Benoît      |
| 7e     | Bordeaux - Bayonne             | 189 km | Ottavio Bottecchia | Ottavio Bottecchia |
| 8e     | Bayonne - Luchon               | 326 km | Adelin Benoît      | Adelin Benoît      |
| 9e     | Luchon - Perpignan             | 323 km | Nicolas Frantz     | Ottavio Bottecchia |
| 10e    | Perpignan - Nîmes              | 215 km | Theophile Beeckman | Ottavio Bottecchia |
| 11e    | Nîmes - Toulon                 | 215 km | Lucien Buysse      | Ottavio Bottecchia |
| 12e    | Toulon - Nice                  | 280 km | Lucien Buysse      | Ottavio Bottecchia |
| 13e    | Nice - Briançon                | 275 km | Bartolomeo Aymo    | Ottavio Bottecchia |
| 14e    | Briançon - Évian               | 303 km | Hector Martin      | Ottavio Bottecchia |
| 15e    | Évian - Mulhouse               | 373 km | Nicolas Frantz     | Ottavio Bottecchia |
| 16e    | Mulhouse - Metz                | 334 km | Hector Martin      | Ottavio Bottecchia |
| 17e    | Metz - Duinkerke               | 433 km | Hector Martin      | Ottavio Bottecchia |
| 18e    | Duinkerke - Parijs             | 343 km | Ottavio Bottecchia | Ottavio Bottecchia |

 winnaars gele trui · 
 puntenklassement · 
 bergklassement · 
 jongerenklassement · 
 tussensprintklassement · 
 combinatieklassement · 
 ploegenklassement · 
 strijdlust · 
rode lantaarn
records · meeste deelnames · ranglijst etappewinnaars · bekende beklimmingen · valpartijen · dopinggevallen · Grand Départ · Souvenir Henri Desgrange
1903 · 
1904 · 
1905 · 
1906 · 
1907 · 
1908 · 
1909 · 
1910 · 
1911 · 
1912 · 
1913 · 
1914 ·
1915 ·
1916 ·
1917 ·
1918 · 
1919 · 
1920 · 
1921 · 
1922 · 
1923 · 
1924 · 
1925 · 
1926 · 
1927 · 
1928 · 
1929 · 
1930 · 
1931 · 
1932 · 
1933 · 
1934 · 
1935 · 
1936 · 
1937 · 
1938 · 
1939 · 
1940 ·
1941 ·
1942 ·
1943 ·
1944 ·
1945 ·
1946 ·
1947 · 
1948 · 
1949 · 
1950 · 
1951 · 
1952 · 
1953 · 
1954 · 
1955 · 
1956 · 
1957 · 
1958 · 
1959 · 
1960 · 
1961 · 
1962 · 
1963 · 
1964 · 
1965 · 
1966 · 
1967 · 
1968 · 
1969 · 
1970 · 
1971 · 
1972 · 
1973 · 
1974 · 
1975 · 
1976 · 
1977 · 
1978 · 
1979 · 
1980 · 
1981 · 
1982 · 
1983 · 
1984 · 
1985 · 
1986 · 
1987 · 
1988 · 
1989 · 
1990 · 
1991 · 
1992 · 
1993 · 
1994 · 
1995 · 
1996 · 
1997 · 
1998 · 
1999 · 
2000 · 
2001 · 
2002 · 
2003 · 
2004 · 
2005 · 
2006 · 
2007 · 
2008 · 
2009 · 
2010 · 
2011 · 
2012 · 
2013 · 
2014 · 
2015 · 
2016 · 
2017 · 
2018 · 
2019 ·
2020 · 
2021 · 
2022 · 
2023 · 
2024 · 
2025